# Франц Грисбах
Франц Грисбах (на немски: Franz Griesbach) (1892 – 1984) е немски генерал-майор, служещ по време на Втората световна война.

## Награди
- Пехотна щурмова значка – сребърна
- Значка за раняване – златна
- Железен кръст (1939 г.) – II и I степен
- Германски кръст – златен
- Рицарски кръст с дъбови листа и мечове
  - Носител на Рицарски кръст (14 март 1942 г.) като Майор и командир на 391-ви пехотен полк[1]
  - Носител на дъбови листа №242 (17 май 1943 г.) като Полковник и командир на 399-и гренадирски полк[2]
  - Носител на мечове №53 (6 март 1943 г.) като Полковник и командир на 399-и гренадирски полк[3]